# Panjange lanthana
Panjange lanthana is een spinnensoort uit de familie trilspinnen (Pholcidae). De soort komt voor op de Filipijnen en is de typesoort van het geslacht Panjange.